# Montmoreau
Montmoreau es una comuna nueva francesa situada en el departamento de Charente, de la región de Nueva Aquitania.

## Historia
Fue creada el 1 de enero de 2017, en aplicación de una resolución del prefecto de Charente de 29 de junio de 2016 con la unión de las comunas de Aignes-et-Puypéroux, Montmoreau-Saint-Cybard, Saint-Amant-de-Montmoreau, Saint-Eutrope y Saint-Laurent-de-Belzagot, pasando a estar el ayuntamiento en la antigua comuna de Montmoreau-Saint-Cybard.

## Demografía
| Gráfica de evolución demográfica de Montmoreau entre 1800 y 2013 |
|                                                                  |

Los datos entre 1800 y 2013 son el resultado de sumar los parciales de las cinco comunas que forman la nueva comuna de Montmoreau, cuyos datos se han cogido de 1800 a 1999, para las comunas de Aignes-et-Puypéroux, Montmoreau-Saint-Cybard, Saint-Amant-de-Montmoreau, Saint-Eutrope y Saint-Laurent-de-Belzagot de la página francesa EHESS/Cassini. Los demás datos se han cogido de la página del INSEE.

## Composición
| Comuna delegada           | Código INSEE | Población (2013) | Superficie (km²) | Densidad (hab./km²) |
| ------------------------- | ------------ | ---------------- | ---------------- | ------------------- |
| Aignes-et-Puypéroux       | 16004        | 270              | 12.99            | 21                  |
| Montmoreau-Saint-Cybard   | 16230        | 1062             | 12               | 89                  |
| Saint-Amant-de-Montmoreau | 16294        | 704              | 27.2             | 26                  |
| Saint-Eutrope             | 16314        | 176              | 2.67             | 66                  |
| Saint-Laurent-de-Belzagot | 16328        | 396              | 9.99             | 40                  |